# Sounds (revista)
Sounds fue una revista británica de música rock, publicada semanalmente desde el 10 de octubre de 1970 hasta el 6 de abril de 1991. 
Era conocida inicialmente por dar pósteres (al principio en blanco y negro, pero en color desde 1971) y después por cubrir música heavy metal (especialmente la nueva ola del heavy metal británico (NWOBHM) y música Oi! a finales de los 70. 

## Historia
Sounds fue fundada en 1970 por Jack Hutton y Peter Wilkinson, quienes abandonaron Melody Maker para crear su propia revista, la cual en principio sería dedicada al rock progresivo, con una tirada semanal.
Del mismo modo, fue uno de los primeros periódicos musicales en cubrir la escena punk, y la escena musical de Mánchester, escribiendo sobre muchas de las bandas emergentes de la época, desde Buzzcocks y Slaughter & The Dogs hasta The Fall y Joy Division. 
John Robb, quien se incorporó en 1987, fue el creador del término "Britpop". 
Los editores del periódico se dieron cuenta de la importancia de su audiencia regional y contaron con profesionales independientes en todo el Reino Unido, que contribuyeron con reseñas de conciertos y artículos sobre bandas locales emergentes.
Keith Cameron escribió sobre Nirvana después de que Robb realizara la primera entrevista con ellos.
Fue parte de la trinidad de revistas musicales británicas semanales, junto con New Musical Express (NME) y Melody Maker, hasta que finalmente se dejó de publicar en 1991, cuando United Newspapers (su compañía editorial) vendió todos sus títulos a East Midland Allied Press (EMAP).
Irónicamente, su circulación estaba empezando a aumentar gradualmente en sus últimos meses de vida. 
Un legado de Sounds fue la creación de una nueva revista de heavy metal y música rock, Kerrang!, que fue originalmente creada como suplemento antes de ser una publicación separada, la cual continúa hasta estos días.

## Colaboradores
Algunos colaboradores que pasaron por Sounds fueron Keith Altham, Garry Bushell, Geoff Barton, John Gill, Tommy Udo, Barbara Charone, Caroline Coon, Andrew Courtney, Jonathan Knight, Antonella Gambotto, Jerry Gilbert, Vivien Goldman, Jonh Ingham, Alan Moore (alias "Curt Vile"), Jon Newey, Mick Middles, John Robb, John Peel, Edwin Pouncey (alias "Savage Pencil" o "Lápiz Salvaje"), Penny Reel, Cathi Unsworth, Jon Ronson, Robin Gibson, Jon Savage, Peter Silverton, Sylvie Simmons, Steve Sommer, Mary Anne Hobbs, Mat Snow, James Brown, Steve Lamacq, Keith Cameron, Leo Finlay, Ann Scanlon, Sandy Robertson, Dave McCulloch, Jane Suck (nee Jackman), Phil Sutcliffe, junto con los fotógrafos Penny Valentine, Janette Beckman, Steve Gullick, Leo Regan, Steve Double y Gus Stewart.